# 拉瓦利德沃伊
拉瓦利德沃伊（西班牙語：La Vall de Boí，加泰隆尼亞語發音：[ˈbaʎ də βuˈi]），是西班牙加泰罗尼亚莱里达省的一个市镇。总面积221平方公里，总人口869人（001年），人口密度4人/平方公里。
2000年11月30日，位于这里的9座罗马式教堂被联合国教科文组织指定为世界文化遗产。

## 图集

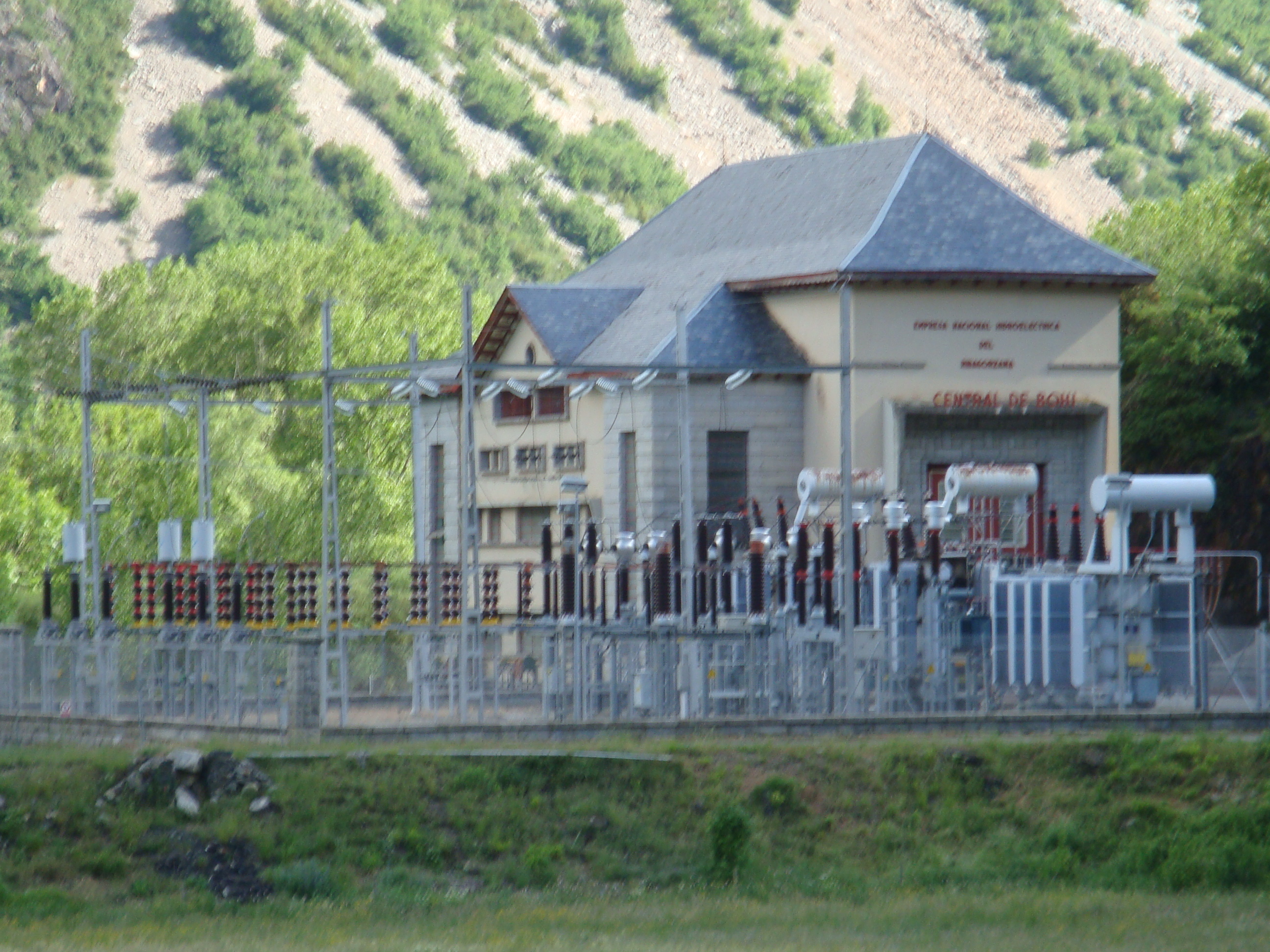
供电站
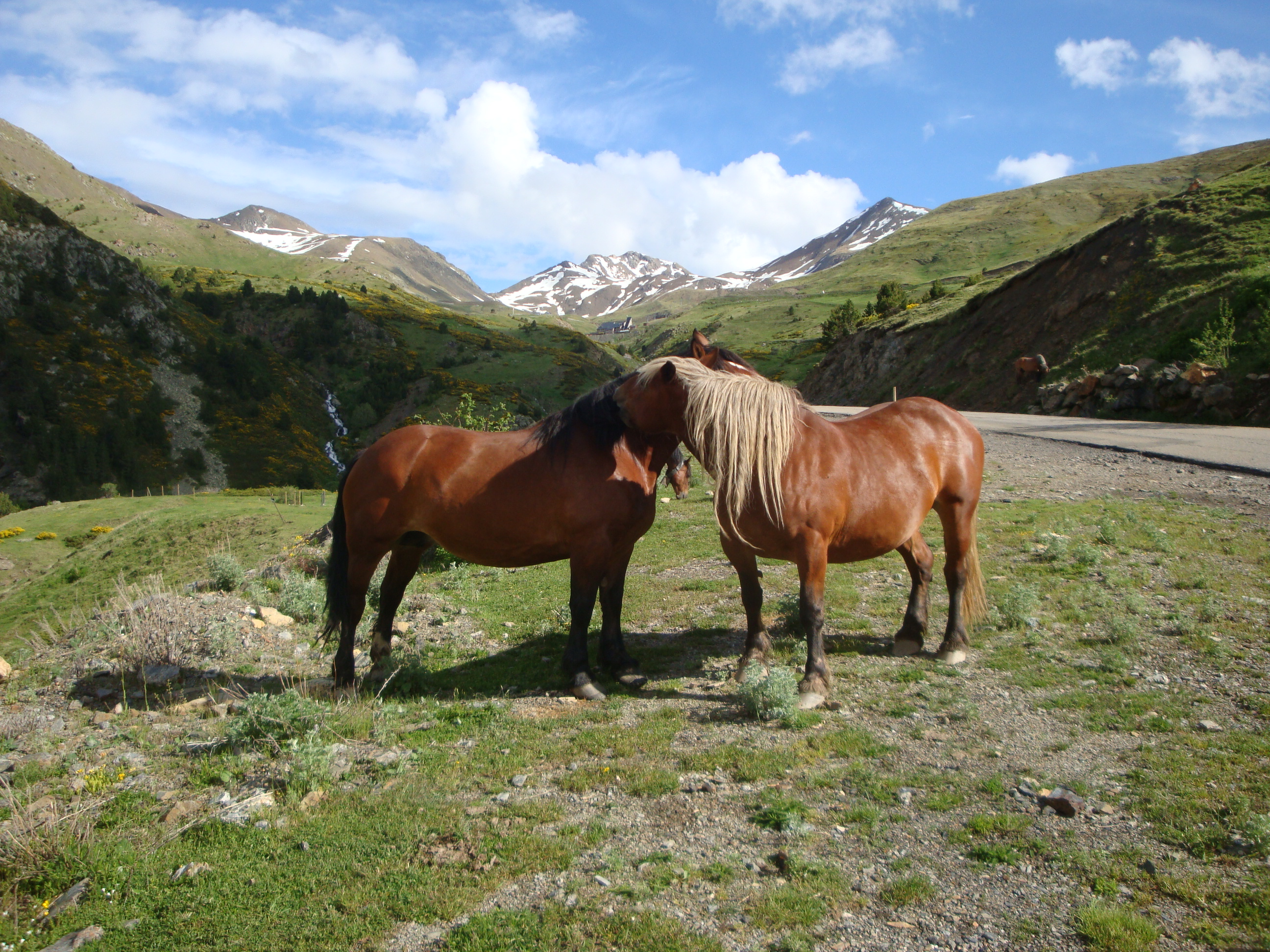
马
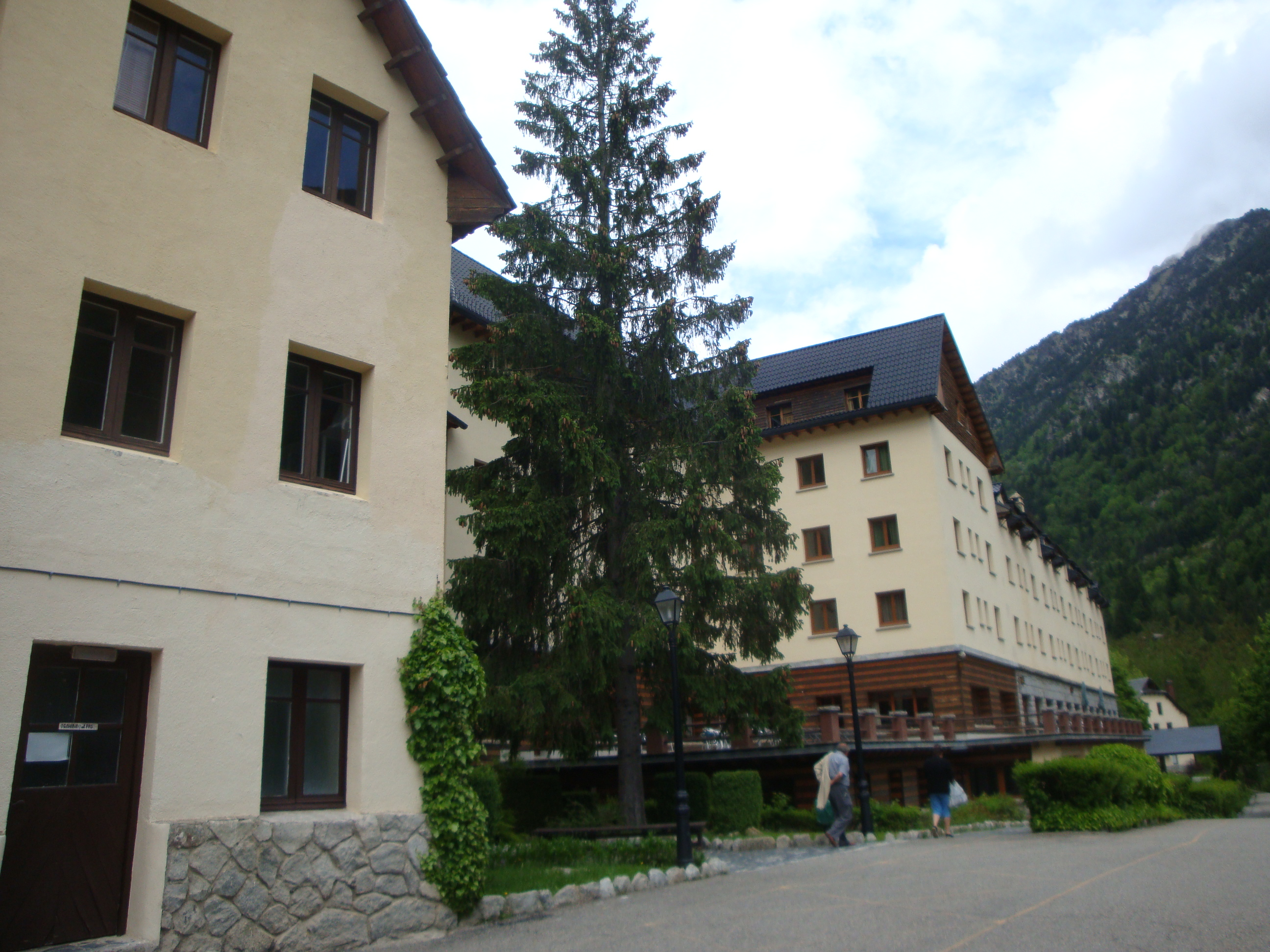
居民区